# Route nationale 524
Pour les articles homonymes, voir Route 524.
La route nationale 524 ou RN 524 est une route nationale française reliant Langon à Espas. Cet itinéraire existe depuis la création de la liaison de Langon à Blagnac pour l'A380 (Itinéraire à Grand Gabarit) ; il utilisait les numéros suivants :
- RD 932 (RN 10 jusqu'en 1952, puis RN 132 de 1952 à 1972) de Langon à Captieux
- RD 114 de Captieux aux Landes
- RD 303 de la Gironde à Losse
- RD 24 et RD 35 de Losse à Gabarret
- RD 656 (RN 656 jusqu'en 1972) de Gabarret à Cazaubon
- RD 626 (RN 626 jusqu'en 1972) de Cazaubon à Eauze
- RD 931 (RN 131 jusqu'en 1972) et RD 20 d'Eauze à Espas

Avant la réforme de 1972, la RN 524 reliait Gières à Vizille. Elle a été déclassée en RD 524.

## Tracé de Langon à Espas (N 524)
- Langon
- Bazas
- Captieux
- Maillas
- Losse
- Herré
- Gabarret
- Barbotan-les-Thermes
- Cazaubon
- Eauze
- Espas

## Ancien tracé de Gières à Vizille (D 524)
- Gières
- Uriage-les-Bains
- Vaulnaveys-le-Haut
- Vaulnaveys-le-Bas
- Vizille